# Gruta de los Herrera
El municipio de San Joaquín en Querétaro de Arteaga se localiza a 135 km de la ciudad de Santiago de Querétaro y el municipio de San Joaquin alberga a la Gruta de los Herrera, uno de los sitios más imponentes del estado de Querétaro. Es un sitio lleno de un mundo hermoso de estalactitas y estalagmitas formando caprichosas figuras en forma de animales, objetos y personas.

## Origen y descubrimiento
Su origen deriva de la disolución de roca caliza mezclada con carbono del agua de lluvia que formaron estas estalagmitas y otros cuerpos de piedras. La caverna tiene su inicio durante el paleozoico medio hace de 400 a 600 millones de años donde esta área se encontraba bajo el mar, posteriormente desde el carbonífero hasta el triásico inferior hace 350 a 220 millones de años sufre levantamientos generados por las placas tectónicas llamados orogenias, apareciendo así las primeras montañas en esta región de México. Nuevamente al iniciarse el jurásico hace 200 millones de años toda la región de la Sierra Madre Oriental queda bajo el mar. Una vez más del jurásico inferior al medio sucede nuevamente una orogenia, y hace 140 a 155 millones de años los mares volvieron a invadir gradualmente los lugares emergidos, fue cuando se comenzaron a depositar en lo que sería la Sierra Gorda los sedimentos calcáreos desarrollándose así las plataformas calcáreas debido a su crecimiento arrecífales que ahora conforman lo que es la formación del abra (abertura entre dos montañas).
Su descubrimiento es muy reciente ya que en 1978, dos espeleólogos de Texas de nombre Patricia Ann "Paty" Mothes y Roy Jameson descubrieron esta gruta y fueron las primeras personas en bajar totalmente de esa gruta.
El descubrimiento de la Gruta de Los Herrera, fue la Navidad de 1977, por Paty Mothes y Roy Jamenson de la AMCS y queda registrada con el nombre "Grutas de San Joaquín" en el libro de Las Cavernas de la Sierra Gorda, de Carlos Lazcano Sahagún. 
Fueron las primeras personas que bajaron totalmente mas no fueron las primeras personas en descubrirlas ya que los terrenos donde se encuentran ubicadas son una propiedad privada que pertenece a la familia Herrera Martínez. Su original descubridor y propietario fue don Luis Herrera Resendiz (1921-1991). San Joaquín al ser un pueblo minero, sin lugar a dudas que muchas fueron las personas que conocieron el lugar, sin embargo el registro oficial de la cavidad es de la Navidad de 1977.
```
El 25 y 26 de septiembre de 1999 los grupos de espeleología EXCAV de San Joaquín, y GEU de la UNAM, son los primeros en llegar al fondo o sima de la cavidad. El 22 de enero del 2000, se realiza la topografía de la caverna:
```

LONGITUD: 1170 metros
Profundidad: -294 metros

## Atractivos de las figuras caprichosas
El acceso al público en general está limitado a algunas salas, galerías y tríos además de algunas caprichosas formaciones rocosas les han dado diversos nombres como la del león, el cocodrilo y el imperio romano, entre otras.

## Recomendaciones de turismo y atracción
La profundidad de las grutas en algunas partes llega a ser hasta de 370 metros. El área acondicionada para el turismo es tan sólo de 30 metros, lo cual no hace menos atractivo el recorrido. Si va a viajar a esta atracción, recuerde llevar zapatos cómodos. La zona es generalmente fría por lo que conviene ir bien abrigado.

## Galería

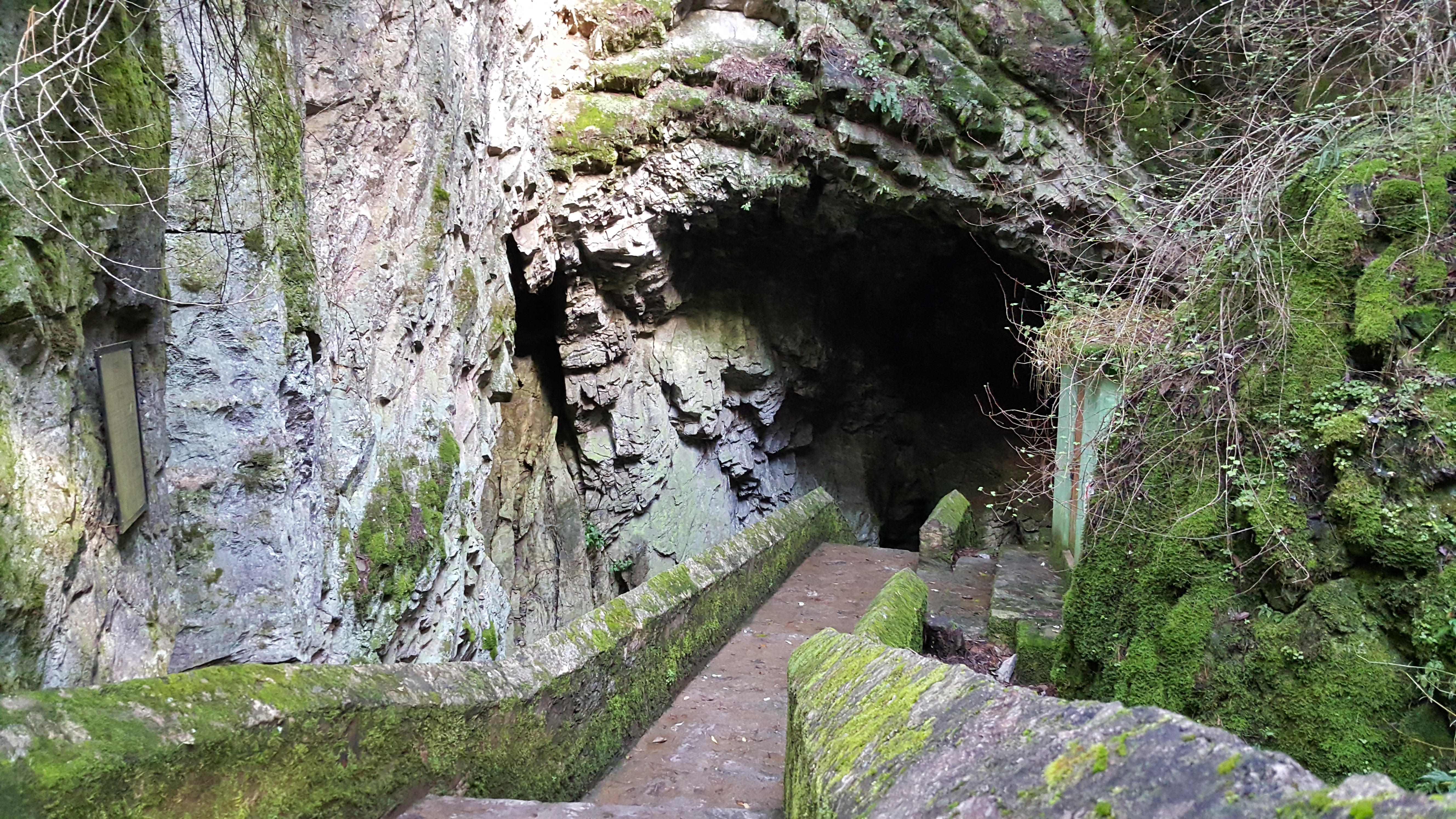
Entrada a las grutas
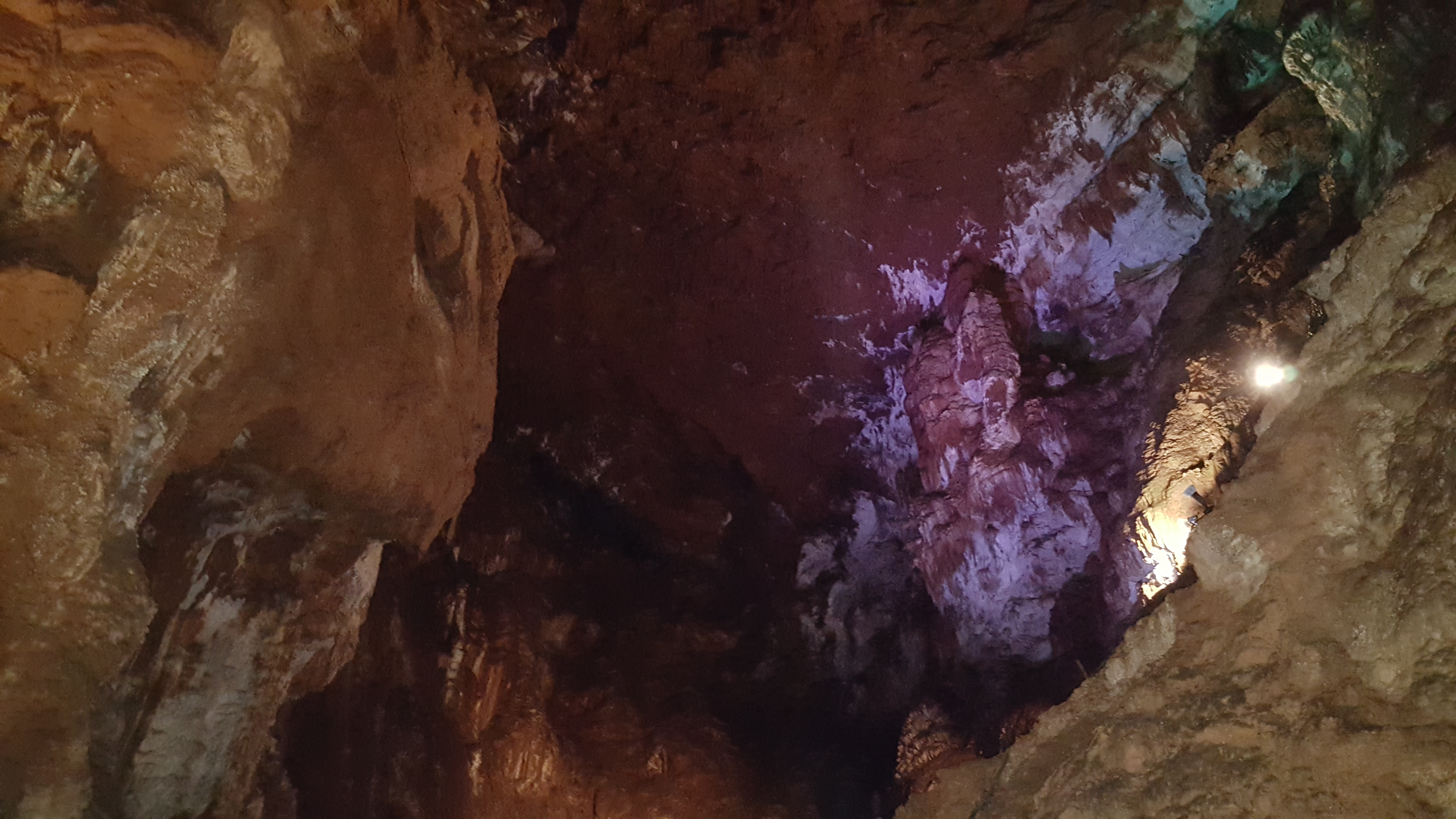
Formación de la gruta
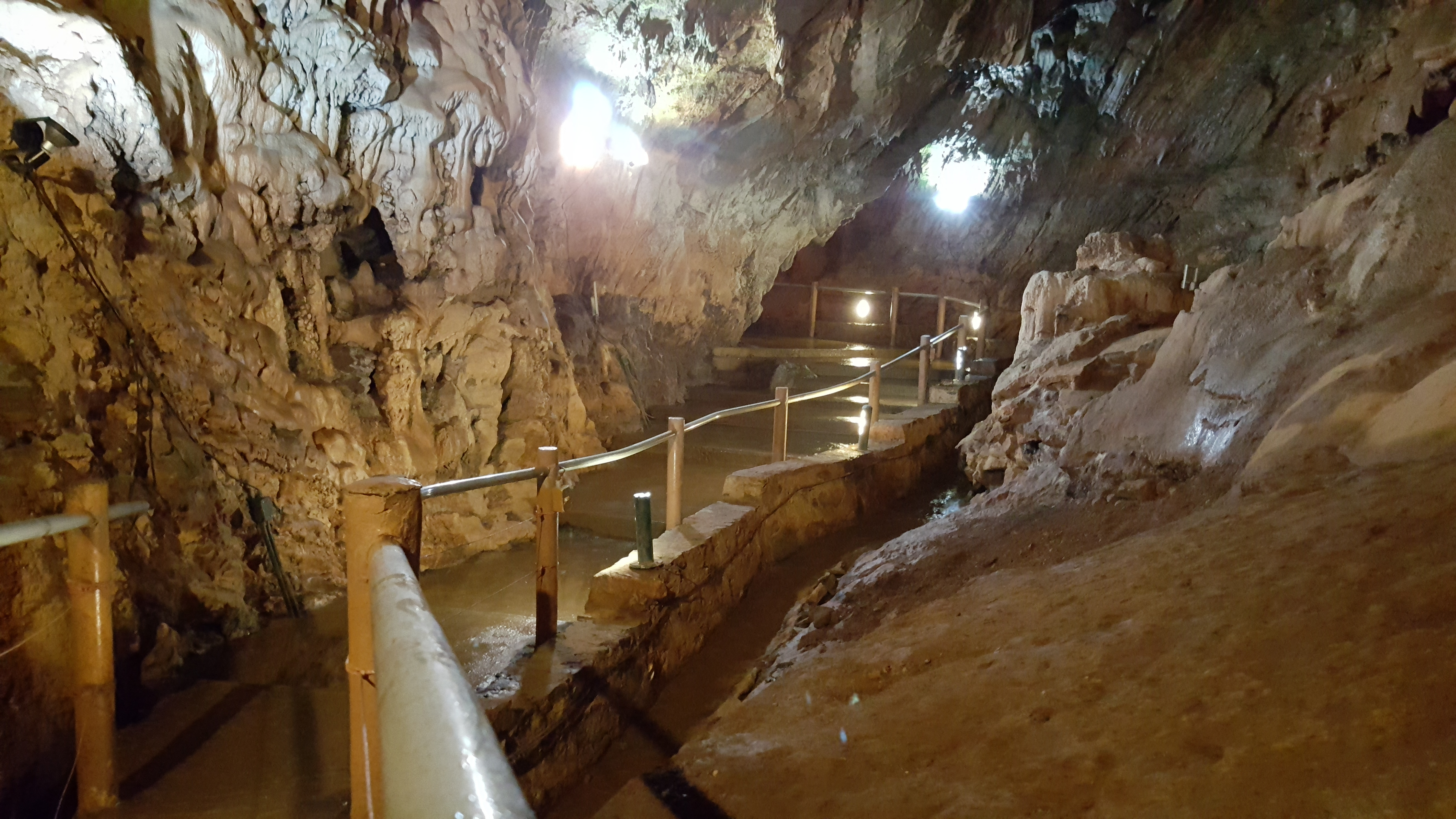
Pasillo Grutas Los Herrera San Joaquín Querétaro
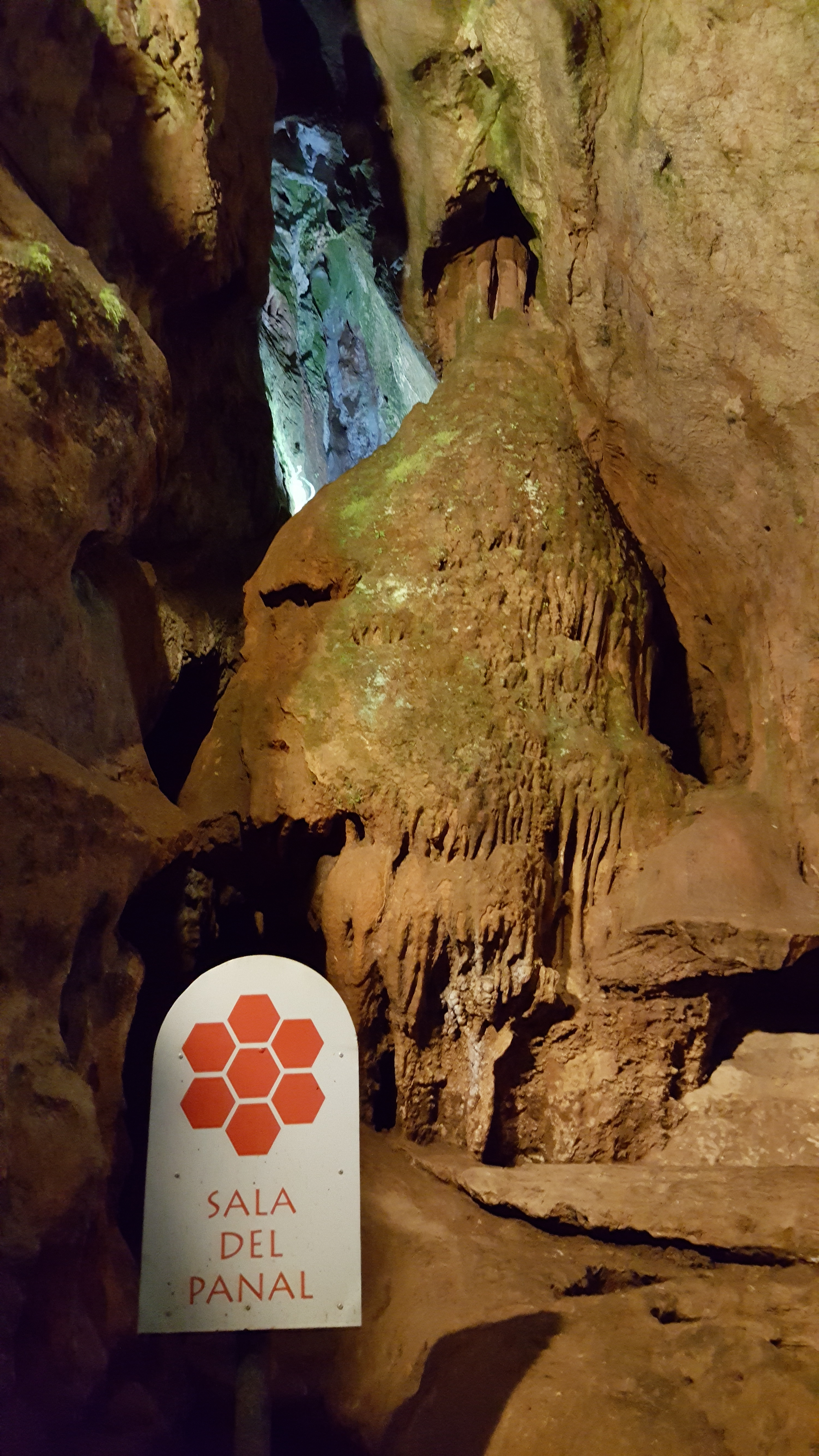
Una de las tantas formaciones que hay dentro de las Grutas los Herrera
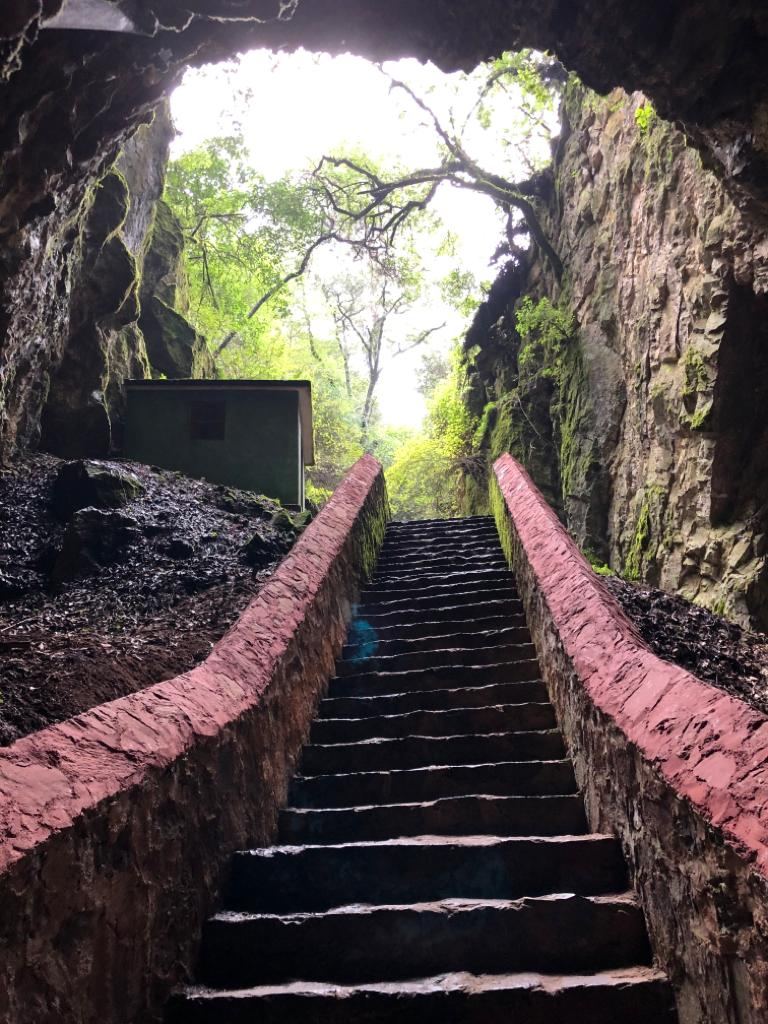
Vista al exterior desde la entrada a las grutas

- Datos: Q5886773
- Multimedia: Gruta los Herrera / Q5886773